# 로타이 체링

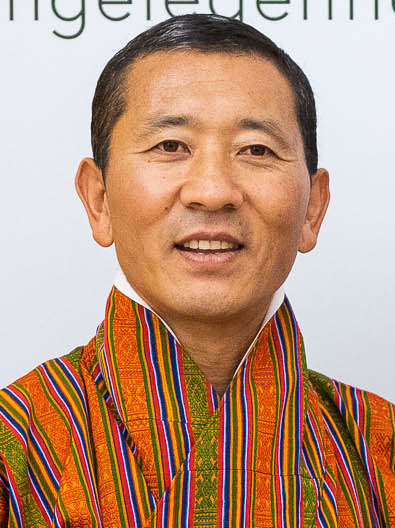
로타이 체링 (2023년)

로타이 체링(종카어: བློ་གྲོས་ཚེ་རིང་, 1969년 5월 10일~)은 부탄의 정치인이자 의사이다. 소속 정당은 부탄 협동당이다. 2018년 11월 7일부터 2023년 11월 1일까지 부탄의 총리로 역임하였으며 2018년 5월 14일부터 현재까지 부탄 협동당 대표를 역임하고 있다.

## 생애 초반과 교육
로타이 체링은 1969년 5월 10일에 팀부현 메왕구에 위치한 달루카 마을에서 겸손한 가정의 아들로 태어났다. 로타이 체링은 푸나카에 위치한 고등학교를 졸업하고 트라시강에 위치한 셰룹체 대학을 졸업했다. 로타이 체링은 2001년에 방글라데시 다카 대학교 산하 마이멘싱 의과대학에서 의학 학사 학위를 취득했는데 대학교를 졸업한 이후에는 방글라데시의 수도인 다카에 위치한 방가반두 셰이크 무집 의과대학에서 수술 과정을 마쳤다.
로타이 체링은 2007년에 미국 위스콘신 의과대학에서 세계보건기구(WHO) 평의원 자격으로 비뇨기학을 전공했다. 부탄으로 돌아온 이후에는 부탄에서 유일하게 숙련된 비뇨기과 의사가 되었고 2010년에는 싱가포르에 위치한 싱가포르 종합병원, 일본에 위치한 오카야마 대학에서 내분비학 임상강사로 근무했다. 2014년에는 오스트레일리아 캔버라 대학교에서 경영학과 석사 학위를 취득했다.

## 전문의 경력
로타이 체링은 부탄의 수도인 팀부에 위치한 지그메 도르지 왕축 국립위탁병원, 몽가르현에 위치한 몽가르 현립 국립위탁병원에서 전문의로 근무했으며 11년 동안에 걸쳐 지그메 도르지 왕축 국립위탁병원에서 비뇨기과 전문의로 근무했다. 로타이 체링은 2013년에 정치에 참여하기 위해 부탄 왕립 공무원 위원회에 약 6,200,000뉘땀을 지불했고 지그메 도르지 왕축 국립위탁병원 비뇨기과 전문의 자리에서 물러나게 된다.

## 정치인 경력
로타이 체링은 2013년에 실시된 제2회 부탄 총선거에서 부탄 협동당 후보로 출마했으나 부탄 협동당은 1차 투표에서 3위를 기록하면서 결선 투표 진출에 실패했다. 로타이 체링은 제3회 부탄 총선거를 5개월 정도 앞두고 있던 2018년 5월 14일에 실시된 부탄 협동당 대표 선거에서 1,155표를 득표하면서 당 대표로 선출되었다.
로타이 체링은 2018년에 실시된 제3회 부탄 총선거에서 부탄 협동당 남팀부 선거구 후보로 출마했으며 결선 투표에서 3,662표를 득표하면서 부탄 평화번영당 후보로 출마한 킨리 체링 후보를 누르고 당선되었다. 그가 속한 부탄 협동당은 2018년 부탄 총선거에서 부탄의 하원에 해당하는 입법부인 국민의회에서 전체 47석 가운데 30석을 차지하면서 창당 이후 처음으로 정권을 잡게 되었다.
로타이 체링은 2018년 11월 7일에 체링 톱게 전 총리의 뒤를 이어 민주적으로 선출된 부탄의 3번째 총리로 취임했다. 이에 앞서 2018년 11월 3일에는 10명의 각료 명단을 발표했다. 2018년 12월 27일에는 총리 취임 이후 처음으로 3일 동안에 걸쳐 인도를 방문하여 나렌드라 모디 인도 총리와의 회담을 가졌다.

## 사생활
로타이 체링은 네팔어를 구사하는 부탄의 소수 민족인 로참파 출신이다. 로타이 체링은 의사로 근무했던 우겐 데마와 결혼하여 딸 1명을 낳았다. 로타이 체링은 몽가르 현립위탁병원에서 의사로 근무하던 시절에 소녀 1명, 소년 1명을 입양한 이력이 있다.